# Ponte (Itália)
Ponte é uma comuna italiana da região da Campania, província de Benevento, com cerca de 2.569 habitantes. Estende-se por uma área de 17 km², tendo uma densidade populacional de 151 hab/km². Faz fronteira com Casalduni, Fragneto Monforte, Paupisi, San Lorenzo Maggiore, San Lupo, Torrecuso.

## Demografia
| Variação demográfica do município entre 1861 e 2011                               |
|                                                                                   |
| Fonte: Istituto Nazionale di Statistica (ISTAT) - Elaboração gráfica da Wikipedia |